# Ginoria davisii
Ginoria davisii är en fackelblomsväxtart som beskrevs av M. C. Johnston. Ginoria davisii ingår i släktet Ginoria och familjen fackelblomsväxter. Inga underarter finns listade i Catalogue of Life.